# Christanna Charles
Christanna Charles (* 2009) ist eine grenadische Leichtathletin, die im Weit- und Dreisprung an den Start geht.

## Sportliche Laufbahn
Erste internationale Erfahrungen sammelte Christanna Charles bei den CARIFTA Games 2024 in St. George’s, bei denen sie mit 5,27 m auf den elften Platz im Weitsprung in der U17-Altersklasse gelangte und im Dreisprung mit 11,33 m den vierten Platz belegte. Im Jahr darauf schied sie bei den CARIFTA Games in Port of Spain mit 12,66 s in der Vorrunde im 100-Meter-Lauf aus und gelangte mit der 4-mal-400-Meter-Staffel mit 3:56,89 min auf Rang fünf. Zudem siegte sie mit 12,05 m im Dreisprung und wurde im Weitsprung mit 4,95 m Zehnte. 
2025 wurde Charles grenadische Meisterin im Dreisprung.

## Persönliche Bestleistungen
- Weitsprung: 5,63 m (−1,4 m/s), 15. März 2025 in St. George’s
- Dreisprung: 12,05 m (+1,2 m/s), 21. April 2025 in Port of Spain